# Mboko Binda
Mboko Binda – kongijski piłkarz grający na pozycji obrońcy. W swojej karierze grał w reprezentacji Zairu.

## Kariera reprezentacyjna
W 1976 roku Binda został powołany do reprezentacji Zairu na Puchar Narodów Afryki 1976. Zagrał w nim w trzech meczach grupowych: z Nigerią (2:4), z Marokiem (0:1) i z Sudanem (1:1).